# 常光寺 (世田谷区)
常光寺（じょうこうじ）は、東京都世田谷区にある日蓮宗の寺院。

## 概要
1538年（天文7年）、泉蔵院日礼によって開山された。宇奈根村の青山氏が日礼のために寺を創建した。
1689年（元禄2年）、喜多見藩藩主喜多見重政が改易されたとき、喜多見家の財産が各所に分配されたが、当寺には手水鉢と石灯籠が配られた。1945年（昭和20年）の空襲で手水鉢を失ったが、石灯籠は現在まで残されている。

## 交通アクセス
- 小田急小田原線成城学園前駅より徒歩27分。または、バス玉07系統「永安寺前」下車
- 狛江駅・二子玉川駅(狛12・玉04系統)よりバス「宇奈根ハンカチ公園」下車。